# Editora Abril

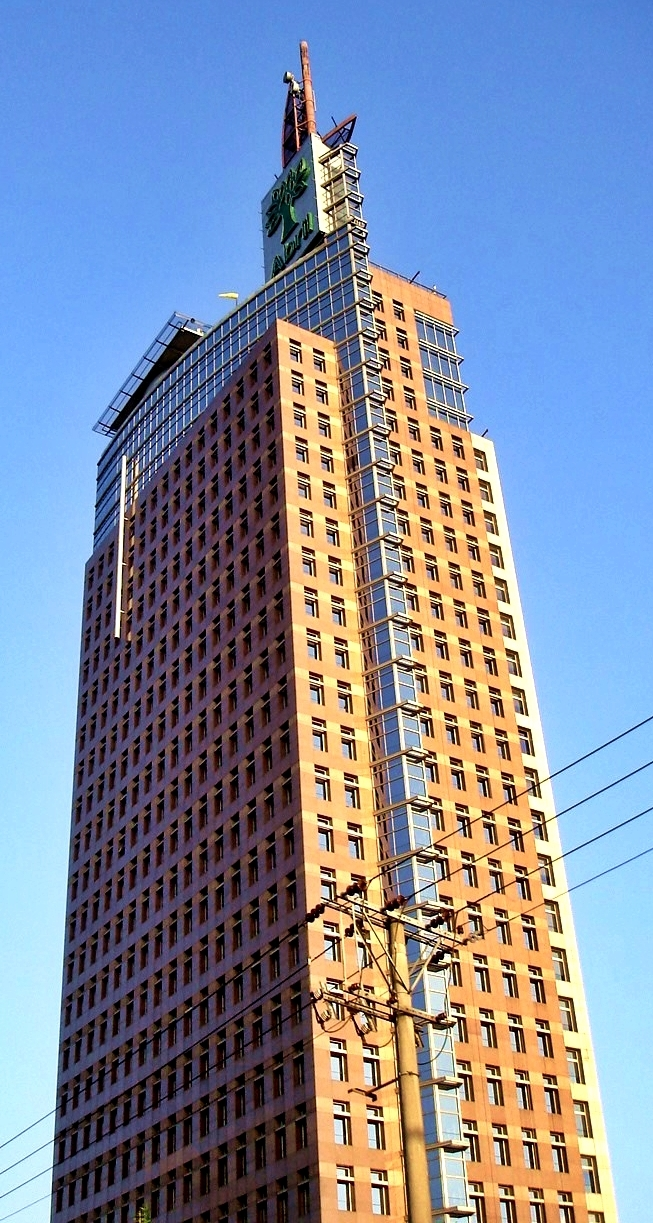
Hoofdkantoor van Editora Abril in São Paulo

Editora Abril is een Braziliaanse uitgeverij met hoofdzetel in São Paulo. De uitgeverij publiceert nationale tijdschriften en Braziliaanse edities van internationale bladen. Naast het uitgeven van bladen zoals Veja en de Braziliaanse edities van Donald Duck, National Geographic en Playboy produceert en distribueert Abril onder meer didactische boeken, cd's, cd-roms en internet content. Abril werd in 1950 opgericht door Victor Civita en maakt deel uit van de Grupo Abril.